# Maria 1.0

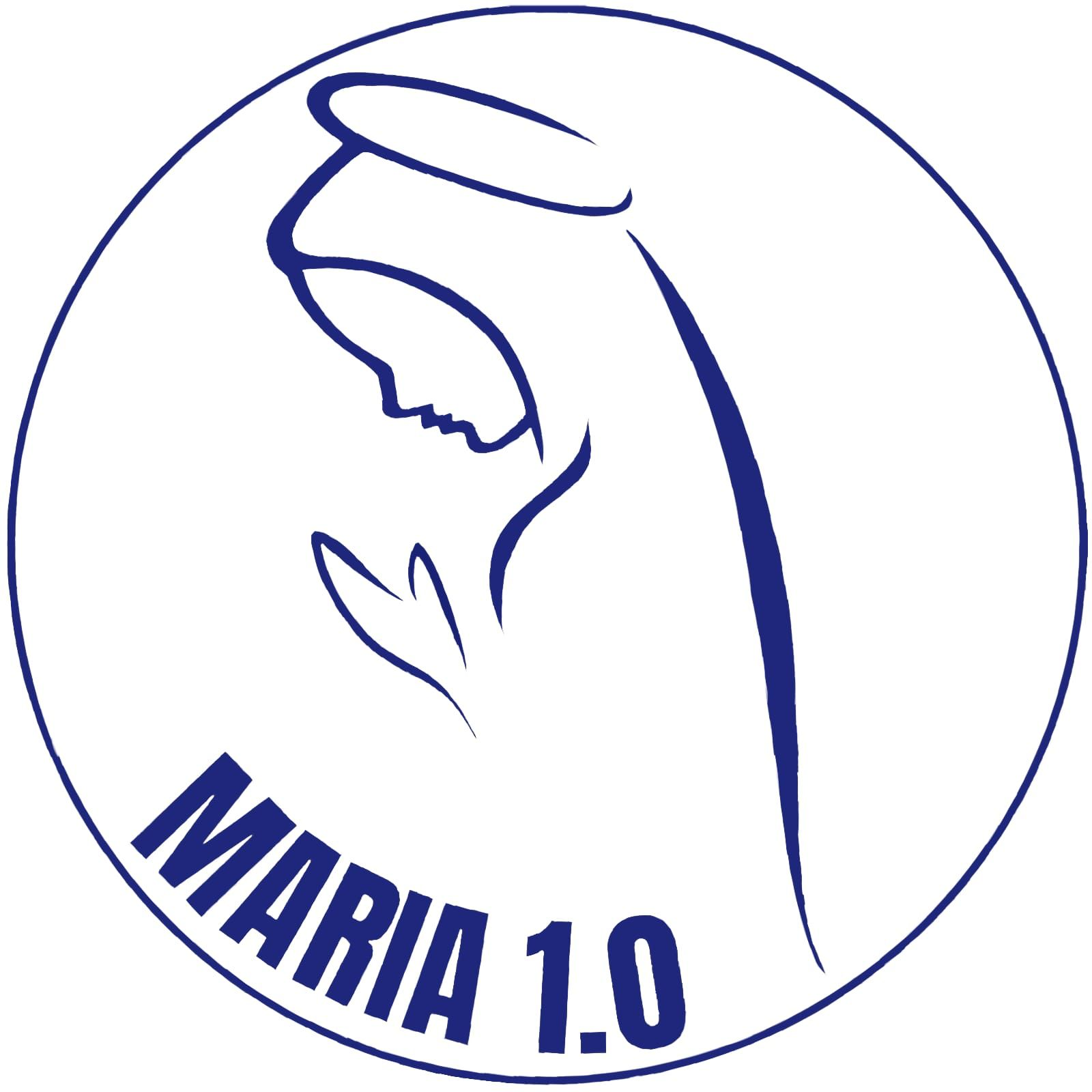
Logo der Initiative Maria 1.0

Maria 1.0 ist eine von Frauen in der römisch-katholischen Kirche in Deutschland ausgehende, in ihrer Rezeption mehrheitlich als konservativ eingeschätzte Initiative, die sich unter dem Motto „Maria braucht kein Update“ für den Erhalt der „überlieferten katholischen Lehre“ und eine Neuevangelisierung einsetzt. Nach eigenen Angaben hatte die Initiative im Juni 2021 knapp 3.000, im Januar 2023 mindestens 4.000 Unterstützer.

## Gründung
Die Initiative Maria 1.0 – Maria braucht kein Update wurde als Reaktion auf die „Kirchenstreik“-Bewegung von Maria 2.0 im Mai 2019 von der Lehrerin Johanna Stöhr aus Schongau gemeinsam mit weiteren Frauen gegründet. Maria 1.0 versteht sich nach eigener Aussage nicht als Gegenbewegung zu Maria 2.0, sondern als eine „Fürbewegung zu Gott“. Allerdings forderten sie Maria 2.0 im Sommer 2019 in einem Offenen Brief auf, ihre „medienwirksamen Aktionen“ einzustellen, da deren Forderungen für die Gläubigen und die Kirche nicht gut seien. Man denke nicht, dass dies „die Krise der katholischen Kirche und des Glaubensabfalls in unserem Land positiv beeinflussen“ würde. Nur die Treue zu Jesus und der Kirche bringe Frucht. Die Initiatorinnen machen auf einer Homepage, mittels Pressemitteilungen sowie durch Medienarbeit auf ihr Anliegen aufmerksam.
Seit Mai 2021 hat Clara Steinbrecher die Leitung der Initiative inne. Sie ist Treuhänderin der am 16. Mai 2021 von Johanna Stöhr gegründeten Treuhandstiftung Maria 1.0 mit 500 € Stiftungskapital.
Am 24. April 2022 wurde die Expansion in die Schweiz bekanntgegeben. Dorothee Adrian vom SRF ordnete die Schweizer Anhänger von Maria 1.0 dem konservativen Katholizismus zu.

## Positionen
Die Initiatorinnen wenden sich gegen eine Neuinterpretation Marias, der Mutter Jesu, und gegen eine von ihnen gesehene Instrumentalisierung Marias für kirchliche Strukturreformen. Im November 2019 schlug Maria 1.0 die Weihe der römisch-katholischen Kirche Deutschlands an Maria vor.
Maria 1.0 fordert eine „feierliche und würdige Feier der Liturgie“ und die Einhaltung der römisch-katholischen Glaubens- und Morallehre. Die Kirche dürfe nicht auf eine „Glückskeksfabrik“ reduziert werden, die noch „nette Sinnsprüche für das Wohlbefinden“ geben dürfe, aber kein „Eckstein“ mehr sei, an dem man sich stoße, so die Initiatorin Johanna Stöhr. Viele Gläubige, so die Einschätzung der Initiative, seien nicht einverstanden mit dem Reformprozess der katholischen Kirche in Deutschland, sondern sie hätten Sorge, dass die hiesige Kirche einen Sonderweg gehe, der zur Abspaltung von der Weltkirche führe. Die Einführung eines Frauenpriestertums in der katholischen Kirche lehnt Maria 1.0 ab. Die Kirche sei kein Unternehmen, sondern der lebendige Leib Christi. Die Menschen sollten wieder in die Kirche gehen, weil sie Sehnsucht nach den Sakramenten hätten und nicht, weil der Pfarrer eine Frau habe oder sei, so die Initiative.
In einer Pressemitteilung vom 14. August 2019 mahnten die Initiatorinnen an, dass beim Synodalen Weg, bei dem die Deutsche Bischofskonferenz und das Zentralkomitee der deutschen Katholiken über die Lage der katholischen Kirche in Deutschland beraten, auch über die Neuevangelisierung im deutschen Raum gesprochen werden müsse, wie es Papst Franziskus in seinem „Brief an das pilgernde Volk Gottes in Deutschland“ gefordert hat. Auf ihrer Homepage urteilt die Initiative, beim Synodalen Weg werde „zum wiederholten Male versucht, verstaubte Reformideen neu aufzuwärmen“. Ein Mitglied von Maria 1.0, Dorothea Schmidt, wurde 2020 von der Deutschen Bischofskonferenz als Mitglied des Synodalen Wegs benannt. Dort forderte Maria 1.0 unter anderem einen neuen Namen und eine neue Stoßrichtung für den Synodalen Weg. Vor der fünften Synodalversammlung legte Dorothea Schmidt mit drei weiteren Teilnehmerinnen der Synodalversammlung ihr Mandat als Synodalen nieder; als Begründung gaben sie an, dass sich die katholische Kirche in Deutschland zunehmend von der Weltkirche entferne und dass im Zuge der Aufarbeitung von sexuellem Missbrauch im Rahmen des Synodalen Weges auch zentrale katholische Lehren und Überzeugungen in Zweifel gezogen worden seien.
Die Initiative setzt sich aktiv für ein Verbot von Schwangerschaftsabbrüchen ein und sendet regelmäßig Vertreter zu Veranstaltungen wie dem Marsch für das Leben. Maria 1.0 forderte im Juli 2022 Irme Stetter-Karp angesichts ihrer Aussagen zum Schwangerschaftsabbruch zum Rücktritt als Vorsitzende des Zentralkomitees der deutschen Katholiken auf, da ihre Position „klar gegen die katholische Lehre“ sei.

## Rezeption
Der frühere Augsburger Bischof Konrad Zdarsa äußerte sich 2019 lobend über Maria 1.0. Er sei allen Frauen dankbar, die sich treu und zuverlässig für die Belange der Kirche vor Ort einsetzten.
Die Präsidentin des Schweizerischen Katholischen Frauenbundes (SKF), Simone Curau-Aepli, kritisierte im April 2022 die Positionen von Maria 1.0 zur Frauenfrage, da diese den Bestrebungen von Frauen dafür schadeten, dass Frauen in der Kirche dieselben Rechte erhalten und auf allen Ebenen mitdiskutieren und mitentscheiden dürfen. Bei Maria 1.0 seien „streng katholische Frauen jeglichen Alters dabei, die sich gegen jegliche Veränderung stellen“. Diese Gruppe habe durchaus ihren Platz in der katholischen Kirche, aber sie sei sehr klein und werde marginal bleiben.
Martin Haar von der Stuttgarter Zeitung schätzte im Mai 2022 das Frauenbild von Maria 1.0 als rückwärtsgewandt und das von Maria 2.0 als fortschrittlich ein.
Im März 2023 kritisierte Maria 1.0 eine Performance aus Musik, Tanz und Lichtinstallation im Frankfurter Dom zum Thema Missbrauch als „satanisch“; durch sie sei der Dom „entweiht“ worden. Die Aufführung fand im Rahmen einer Vollversammlung des Synodalen Weges statt. Der Passauer Bischof Stefan Oster entgegnete, Maria 1.0 habe „diesen künstlerischen Ausdruck völlig missverstanden“. Ziel der Performance sei es gewesen, Missbrauch und Vertuschung aufzudecken; Maria 1.0 diskreditiere sich damit selbst und solle sich entschuldigen. Der Aachener Bischof und Missbrauchsbeauftragte der Bischofskonferenz, Helmut Dieser, sprach von einer „scheußlichen Verunglimpfung“. Der Sprecher des Betroffenenbeirats bei der Deutschen Bischofskonferenz, Johannes Norpoth, erklärte, mit dem Tweet drifte Maria 1.0 „ins absolut Sektiererische“ ab.
Der ehemalige Präsident des Zentralkomitees der deutschen Katholiken (ZdK), Thomas Sternberg, übte im März 2023 scharfe Kritik an „kleinen, sehr lautstarken Protestgruppen“ wie Maria 1.0. Diese Gruppe missbrauche den Rosenkranz für politische Agitation; sie sei „eine katholische AfD-Variante, die des Streits unter Katholiken unwürdig ist“.